# Pyrausta semirubralis
Pyrausta semirubralis là một loài bướm đêm trong họ Crambidae.